# Cabriolet (restriction)
Pour les articles homonymes, voir Cabriolet.

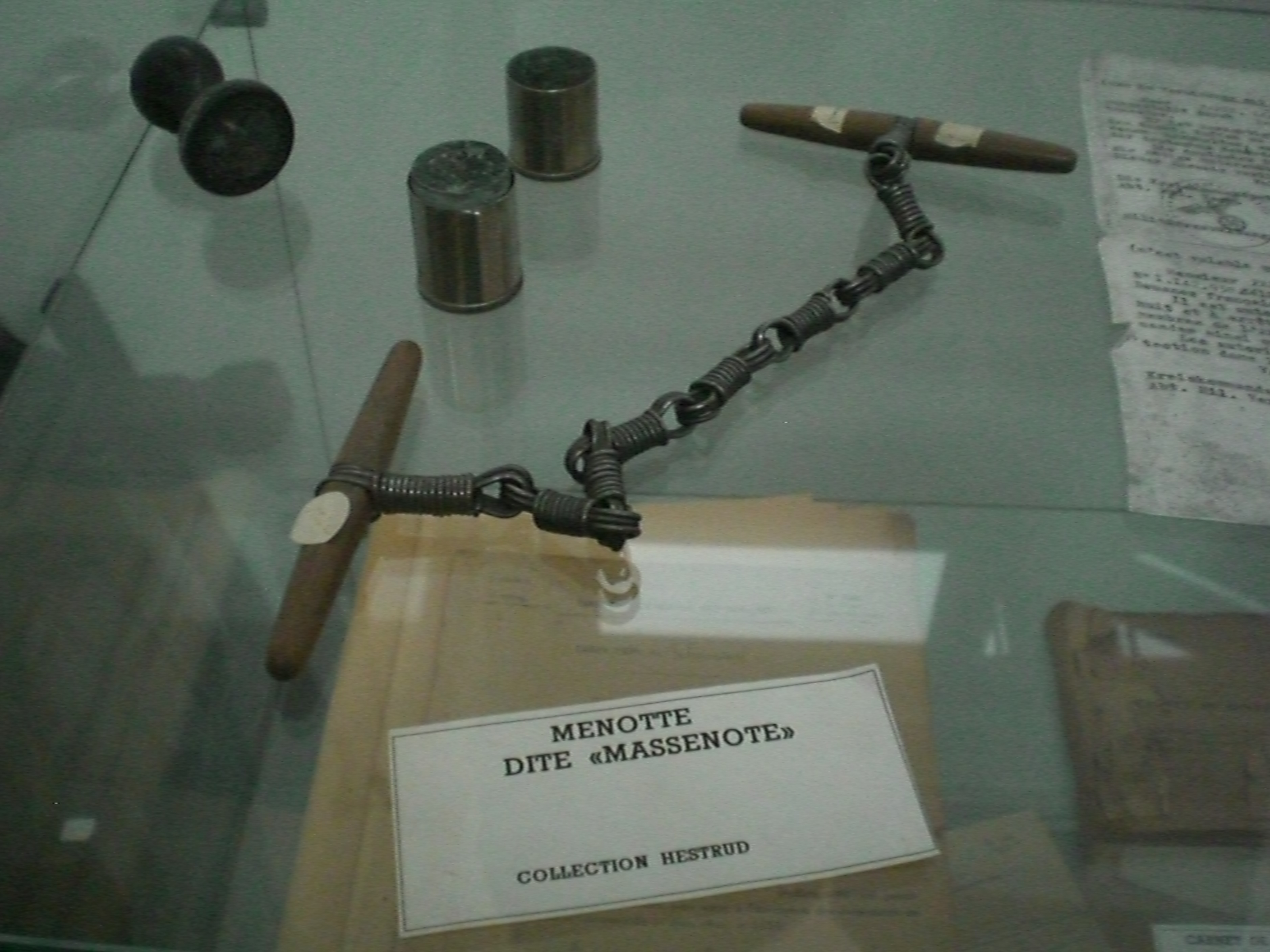
Cabriolet dit « pinces de Massenot » au musée de la douane à Hestrud.

Un cabriolet est un type de menottes. Il s'agit d'une chaînette à maillons en ressorts, terminée à chaque extrémité par une poignée de bois. Elle était utilisée pour entraver un poignet, pendant le transfert d'un détenu. L'objet a été en dotation dans la police et la gendarmerie jusqu'à la fin des années 1960. Les menottes, plus pratiques et de moins en moins coûteuses, ont complètement remplacé ce dispositif, qui n'était efficace que si le rapport de force était à l'avantage du gardien de l'ordre.